# Jonathan Breyne
Pour les articles homonymes, voir Breyne.
Jonathan Breyne, né le 4 janvier 1991 à Menin, est un coureur cycliste belge.

## Biographie
Né à la frontière française à Menin en Flandres, il a fait sa carrière chez les jeunes en Wallonie à Mouscron[réf. souhaitée].
Il devient professionnel en 2011 dans l'équipe Landbouwkrediet.
En novembre 2013, il fait l'objet d'un contrôle antidopage positif au clenbutérol lors du Tour du lac Taihu. À l'annonce de ce résultat, il est suspendu provisoirement, et tente de se suicider. Il est finalement blanchi par l'Union cycliste internationale en avril 2014.
L'arrêt de la formation Veranclassic-Ago à la fin de la saison 2016 le pousse à s'engager avec l'équipe continentale belge Tarteletto-Isorex. Fin 2017, à l'issue d'une saison sans victoire, il décide « de mettre le cyclisme au second plan » et devient facteur.

## Palmarès sur route

### Par année
- 2008
  - Classement général du Keizer der Juniores
- 2009
  - Champion de la province de Hainaut sur route juniors
  - Champion de la province de Hainaut du contre-la-montre juniors
  - 2e étape de la Ster van Zuid-Limburg
  - 5e étape de la Coupe du Président de la ville de Grudziądz
  - 3e étape du Trophée Centre Morbihan
  - 2e des Boucles du Canton de Trélon
- 2010
  -  Champion de Belgique du contre-la-montre espoirs
  - Champion de Wallonie du contre-la-montre espoirs
  - Champion de la province de Hainaut du contre-la-montre espoirs
  - 3e étape du Tour du Brabant flamand
- 2012
  - 2e du Grand Prix Criquielion
- 2013
  - 8e étape du Tour du lac Taihu
  - 2e de la Ruddervoorde Koerse
- 2016
  - Stan Ockers Classic
  - 3e étape du Tour du Brabant flamand
  - 2e du championnat de Belgique du contre-la-montre par équipes

### Classements mondiaux
| Année         | 2014 |
| ------------- | ---- |
| UCI Asia Tour | 201e |

## Palmarès sur piste

### Championnats de Belgique
| - 2007 - 2e du championnat de Belgique de poursuite débutants - 2008 - 3e du championnat de Belgique de l'omnium juniors - 2009 - Champion de Belgique de poursuite juniors - 3e du championnat de Belgique de l'américaine juniors - 3e du championnat de Belgique du kilomètre juniors - 2010 - 2e du championnat de Belgique de poursuite par équipes - 3e du championnat de Belgique de course aux points | - 2011 - Champion de Belgique de course derrière derny espoirs - 2e du championnat de Belgique de l'omnium - 2012 - Champion de Belgique de course derrière derny - 2013 - Champion de Belgique de course derrière derny |